# Maître écrivain
 (juin 2025).

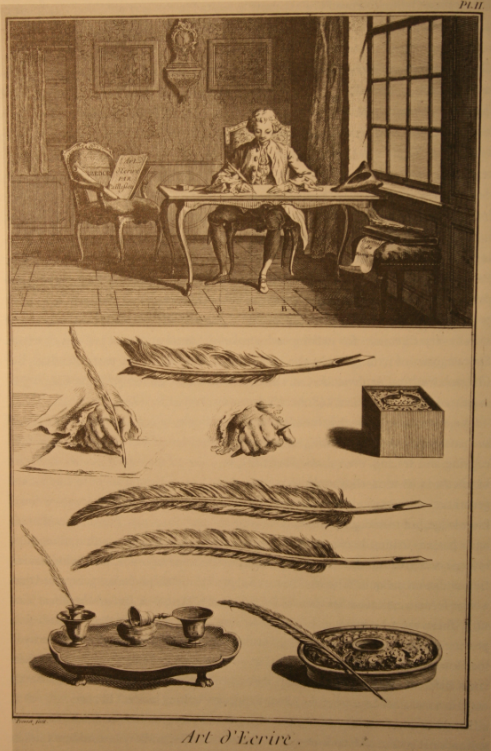
Planche Art d’écrire de l’Encyclopédie, t. 2.

Un maître écrivain est un professionnel qui, sous l'Ancien Régime, faisait son métier de bien écrire et généralement d'enseigner cet art. Aux XVIe et XVIIe siècles, les maîtres écrivains se sont regroupés dans des corporations (en France) ou des guildes (dans les Pays-Bas espagnols). 
Ce terme de « maître écrivain » doit en principe être réservé à ceux d'entre eux qui avaient été reçus maîtres dans leur corporation. Pour les autres, on parlera plus volontiers d'écrivain public ou, pour ceux qui travaillaient sur des ouvrages de luxe, de calligraphes (encore que ce terme ne soit pas utilisé sous l'Ancien Régime, on disait plutôt « écrivain », ou quand on était spécialisé, « écrivain pour le grec », « écrivain pour l'hébreu », etc.).
Il convient de distinguer les « maîtres écrivains » des « écrivains du Roi pour la Marine » qui formaient un corps de l'Administration de la Marine royale française et dont le rôle était de tenir les écritures comptables.

## Le métier
Un maître écrivain est capable non seulement d'écrire très soigneusement, mais aussi de tracer de nombreuses écritures différentes, influencées par des écoles nationales (lettre gothique, lettre bâtarde, lettre de civilité, lettre flamande, etc.). Les grands maîtres sont surtout connus pour avoir écrit et parfois gravé (par eux-mêmes ou par un graveur) des recueils d'exemples où leur savoir-faire est exposé.
Outre l'écriture proprement dite, le maître écrivain est capable de tracer des « cadeaux » (du latin catena, chaîne), ornements faits de traits entrelacés, ou des dessins plus figuratifs appelés traits de plume. Tracer des « cadeaux » se disait « cadeler ».
Cette profession a des attaches dans plusieurs milieux :
- avec la justice, pour l'expertise des écritures et des signatures. Certains maîtres écrivains étaient aussi  « experts jurés vérificateurs », et pouvaient être sollicités lors de procès pour faire des expertises ;
- avec la secrétairerie, c'est-à-dire le service de la Maison du roi ou d'un Parlement qui rédige les actes qui doivent être signés et expédiés dans le royaume ;
- avec l'éducation des enfants et des nobles, puisqu'un maître écrivain est bien placé pour apprendre à écrire ;
- avec les comptables (ou teneurs de livres), parce que la clarté des comptes suppose la clarté de leur présentation et parce que l'apprentissage du calcul est connexe à celui de l'écriture ;
- avec les miniaturistes, une catégorie de peintres spécialisés dans les œuvres de petit format, et dont l'exécution demande une sûreté de main parfaite ;
- avec les écrivains publics, qui font profession d'écrire des documents pour ceux qui ne savent pas écrire ;
- enfin les ornemanistes, qui publient des recueils de chiffres, c'est-à-dire des lettres capitales entrelacées.

Il est donc fréquent qu'un maître écrivain pratique un ou plusieurs des métiers ci-dessus. La proximité entre la calligraphie et l'instruction s'observe encore dans le fait que les textes utilisés dans les recueils d'exemples (ou « exemplaires ») sont souvent des sentences morales, comme celles-ci :
Le soldat ne devient capitaine qu’en travaillant, veillant, patissant, supportant le jour la nuict le froid le chaud la pluye le soleil et mille autres incommodités.
Quand l’honnesteté est une fois maculée jamais ne retournera en son premier estat, ainsi la renommée d’un gentilhomme portant armes demeure tousjours vitupere.

## Les corporations
Dans les Anciens Pays-Bas, les maîtres écrivains se sont regroupés dans une guilde dont la devise était Vive la plume ; celle-ci s'observe au début ou à la fin de nombreux recueils d'exemples de la première moitié du XVIIe siècle (voir un exemple dans l'illustration plus haut).
En France, la corporation (plus exactement « communauté ») des maîtres écrivains jurés a été établie à Paris par un édit du 16 octobre 1570 par le chancelier Michel de L'Hospital, à la suite d'une affaire de contrefaçon de la signature du roi Charles IX de France par un de ses secrétaires. Le secrétaire particulier du roi, Adam Charles, lui avait représenté l'utilité qu'il y aurait de former une compagnie d'hommes experts dans l'art d'écrire, à la science desquels on pût faire appel pour la vérification des écritures, signatures, comptes et calculs contestés en justice. Charles fut chargé par le roi de désigner les huit plus habiles maîtres écrivains de Paris pour constituer cette communauté, qui reçut en même temps le privilège exclusif d'enseigner les enfants à l'écriture et au calcul, à Paris et par tout le royaume — exemple typique d’un privilège aussi inapplicable qu'il fut âprement défendu. 
La communauté fut reconfirmée en 1595 par Henri IV, puis en 1644 et 1648. Elle fut protégée par le pouvoir contre une augmentation excessive de ses membres et contre un risque d'admission sans qualification réelle, en raison des risques judiciaires. Sous Louis XIII, le Parlement de Paris, qui désirait bannir les défauts qui rendaient les écritures cursives difficiles et fatigantes à lire, ordonna aux maîtres écrivains de travailler à fixer les principes d'une écriture correcte. Deux de ceux-ci furent chargés par leurs collègues de présenter au Parlement des modèles : Louis Barbedor exécuta un exemplaire de lettres françaises ou rondes, et Étienne Le Bé un exemplaire de lettres italiennes ou bâtardes. Le Parlement décida par un arrêt du 26 février 1633 qu'à l'avenir on ne suivrait point d'autres alphabets, caractères, lettres et forme d'écrire, que ceux qui étaient figurés et expliqués dans ces deux exemplaires. 
Les statuts de 1576 furent modifiés en 1658, et ces statuts réformés furent remplacés à leur tour par de nouveaux statuts rédigés en 1727. Ceux-ci prévoyaient notamment que :
- outre sa capacité, le postulant devait être de la religion catholique, apostolique et romaine, et de bonne vie et mœurs,
- il devait avoir au moins vingt ans,
- il devait subir trois examens, dans trois jours différents : l'écriture, l'orthographe, l'arithmétique, la comptabilité, les changes étrangers,
- les fils de maîtres nés dans la maîtrise de leur père étaient reçus à dix-huit ans, sans examen, à la condition de faire « une légère expérience par écrit de leur capacité » ; ils étaient reçus gratis, en payant les deux tiers du droit royal, le coût de la lettre de maîtrise, et autres petits droits,
- les fils de maîtres nés avant la réception de leur père, ainsi que ceux qui épousaient des filles de maîtres, subissaient les examens ordinaires et payaient la moitié des droits, plus les deux tiers du droit royal, le coût de la lettre de maîtrise ou autres,
- chaque maître pouvait mettre au-devant de sa maison un ou deux tableaux ornés de plumes d'or, traits, cadeaux, et autres ornements, dans lesquels il indiquait ses qualités,
- la communauté était administrée par un syndic, un greffier, un doyen, et vingt-quatre anciens.

La communauté comptait entre 100 et 150 membres exerçant simultanément ; c'est ce qui ressort de ses archives, conservées aux Archives nationales pour les années 1673-1775. On compte 465 réceptions de maîtres entre ces deux années. La communauté avait saint Jean L'Évangéliste comme patron.
Il est clair que, à mesure que l'instruction se répandait dans la société, la communauté eut de plus en plus de mal à défendre ses privilèges et à donner la chasse aux maîtres qui exerçaient hors de celle-ci, qu'ils appelaient les « buissonniers ».
Il y avait une communauté de maîtres écrivains dans plusieurs des grandes villes du Royaume.

## Les sources biographiques
Les maîtres écrivains n'ont fait l'objet que de peu de recherches biographiques, pour trois raisons :
- Leur savoir-faire s'exerce sur des textes qui ne sont pas les leurs ; il n'est donc pas reconnu comme véritablement créatif, comme le serait l'art d'un peintre ou d'un auteur. Ils sont parfois vus plus comme des artisans que comme des artistes.
- Leur positionnement entre l'éducation, la justice, le service du public, la comptabilité et la secrétairerie les a fait considérer comme des emplois annexes dans chacun de ces domaines. Le fait est qu'ils ne sont ni juges, ni professeurs, ni commerçants, ni hommes d'État... de là un souci moindre de retracer leurs carrières.
- Enfin, leur art s'est essentiellement exercé sur des pièces de nature éphémère : des exemples pour écoliers, des comptes, des correspondances. Mais il existe des contre-exemples, tel Nicolas Jarry, dont la presque totalité de la production connue concerne des livres manuscrits plutôt luxueux.

Les seuls éléments disponibles pour retracer leurs biographies étaient ceux qui apparaissaient au titre ou dans les pièces liminaires des recueils d'exemples (dédicaces, privilèges, pièces de vers, privilèges, préfaces...) ou dans les registres de la Communauté des maîtres écrivains jurés, en partie conservés (mais pas encore exploités de manière systématique).
Le premier à rassembler des éléments biographiques fut Charles Paillasson, qui publia quelques notices dans l'Encyclopédie de Diderot et D'Alembert (en 1765) puis dans le Dictionnaire de chiffres de Jean Henri Prosper Pouget (Paris, 1767). À partir de là, il faut se contenter de notices diverses parues dans tel ou tel catalogue de vente ou d'exposition, qui apportent rarement des éléments originaux.
Il a fallu attendre l'ouvrage de Claude Mediavilla (Histoire de la calligraphie française, 2006) pour disposer d'une synthèse sur le domaine. Même si cette étude est plus axée sur l'évolution historique de l'écriture et la comparaison des styles, les notices biographiques qu'elle contient constituent un ensemble homogène, malgré quelques lacunes.
En fait, les chercheurs travaillant sur les maîtres écrivains français (Jean Hébrard, Christiane Métayer) ont privilégié une approche fonctionnelle et sociologique, ou artistique pour Mediavilla. Pour les maîtres écrivains des Anciens Pays-Bas, l'approche biographique a été plus développée (par Anthony R. A. Croiset van Uchelen et Herman de La Fontaine Verwey, notamment) et la publication de facsimilés a été plus nourrie.
Le traitement similaire qui a été donné ici aux maîtres français et néerlandais s'explique naturellement par l'usage courant du français dans les Anciens Pays-Bas.

## Principaux maîtres écrivains, calligraphes et experts en écriture
Parmi les centaines de maîtres écrivains qui exercèrent en France ou dans anciens Pays-Bas, on a notamment mentionné ici ceux qui se distinguent pour avoir laissé des œuvres manuscrites ou gravées.